# Unleashed (album de Skillet)
Pour les articles homonymes, voir Unleashed.
Albums de Skillet
Rise
(2013) Victorious
(2019)
Unleashed est le neuvième album studio du groupe américain de metal chrétien Skillet sorti le 5 août 2016 sur le label Atlantic Records.

## Liste des titres
| 1.    | Feel Invincible      | 3:50 |
| 2.    | Back From the Dead   | 3:34 |
| 3.    | Stars                | 3:46 |
| 4.    | I Want to Live       | 3:29 |
| 5.    | Undefeated           | 3:36 |
| 6.    | Famous               | 3:18 |
| 7.    | Lions                | 3:25 |
| 8.    | Out of Hell          | 3:34 |
| 9.    | Burn It Down         | 3:16 |
| 10.   | Watching for Comets  | 3:29 |
| 11.   | Saviors of the World | 3:46 |
| 12.   | The Resistance       | 3:52 |
| 42:55 |                      |      |

| 13. | Monster (live) |  |
| 14. | Hero (live)    |  |

| 13. | Breaking Free (featuring Lacey Sturm) | 3:53 |
| 14. | Stay Till the Daylight                | 3:45 |
| 15. | Brave                                 | 3:49 |
| 16. | You Get Me High                       | 3:17 |
| 17. | Set It Off                            | 3:49 |
| 18. | Feel Invincible (Y2K Remix)           | 3:42 |
| 19. | The Resistance (SOULI REMIX)          | 3:52 |
| 20. | Stars (The Shack version)             | 3:59 |